# Ai oboeteimasuka
Ai oboeteimasuka (愛・おぼえていますか?, Ai oboeteimasuka, Ti ricordi l'amore?) è un brano musicale scritto da Kazumi Yasui e Kazuhiko Kato ed interpretato da Mari Iijima, di cui rappresenta il secondo singolo della carriera.

## Il brano
Ai oboeteimasuka fu scritto appositamente da Kazumi Yasui e Kazuhiko Kato per la colonna sonora del film d'animazione Macross - Il film, tratto dalla serie Fortezza superdimensionale Macross, in cui il brano era interpretato dal personaggio della idol cinese Lynn Minmay (doppiata da Mari Iijima), e la cui interpretazione faceva contribuiva alla vittoria della guerra fra gli umani e la razza aliena degli zentradi.
Il brano ottenne un notevole successo commerciale in Giappone, arrivando sino alla settima posizione della classifica Oricon dei singoli più venduti della settimana e rimanendo nelle prime dieci posizioni per dieci settimane. Inoltre il singolo fu anche il trentottesimo più venduto dell'anno, con circa 27 milioni di copie vendute (anche se alcune fonti riportano 40 milioni di copie vendute). Ad oggi, si tratta del maggior successo della Iijima.

## Cover
Nel corso degli anni successivi il brano è stato oggetto di innumerevoli cover, sia in seno alle successive produzioni legate al franchise di Macross sia da parte di altri interpreti. Il personaggio di Mylene Flare Jenius (doppiata da Tomo Sakurai) interpreta il brano nell'anime Macross 7, mentre Ranka Lee (doppiata da Megumi Nakajima) interpreta il brano in Macross Frontier. Nella storia di entrambe le serie, il brano rappresenta un "classico" della musica, reinterpretato dalle nuove idol, che sognano una carriera come quella di Minmay.
Fra gli altri interpreti ad aver registrato una cover di Ai oboete imasu ka si possono citare Yōko Ishida (nell'album MAX Ultra Anime Eurobeat Serie Girl del 2001), Asami Imai (The Idolmaster RADIO TOP × TOP! del 2007), Yoko Ueno (Macross The Tribute del 2002), Masahiro Sayama (Anipiano del 2008), Shimokawa Mikuni (Review del 2003), SHOW-SKA (Ska Animation Z del 2007), Yumi Matsuzawa (Anikapera del 2007), Momoi Haruko (『more&more quality RED ～Anime song cover～』 del 2008) fra gli altri.

## Tracce
vinile 45 giri
1. Ai oboeteimasuka (愛・おぼえていますか?) - 5:05
2. Tenshi no e no gu (天使の絵の具?) - 4:11

CD singolo
1. Ai oboete imasuka (愛・おぼえていますか?) - 5:05
2. Tenshi no e no gu (天使の絵の具?) - 4:11
3. Ai oboeteimasuka (karaoke) (愛・おぼえていますか（カラオケ）?) - 5:05
4. Tenshi no e no gu (karaoke) (天使の絵の具（カラオケ）?) - 4:11